# Park Narodowy Lassen Volcanic

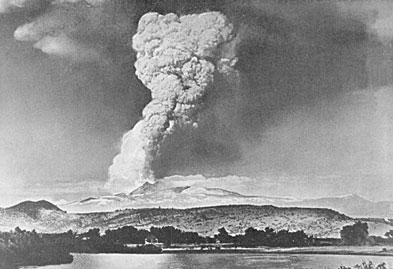
Wybuch wulkanu Lassen Peak w maju 1915

Park Narodowy Lassen Volcanic (ang. Lassen Volcanic National Park) – park narodowy położony w stanie Kalifornia w Stanach Zjednoczonych, obejmujący najbardziej na południe wysuniętą część Gór Kaskadowych. Park powstał 9 sierpnia 1916 roku z połączenia pomników narodowych Cinder Cone National Monument oraz Lassen Peak National Monument. Park zajmuje powierzchnię 429 km². Na jego obszarze znajduje się jedna z największych na świecie kopuł wulkanicznych – Lassen Peak. 
Około 350 tys. lat temu, w południowo-zachodniej części dzisiejszego parku, zapadł się wulkan Mount Tehama. Niewiele z niego zostało, gdyż powstałą kalderę zniszczyły lodowce w kolejnych okresach glacjalnych. Lawa jednak dalej wydobywała się na powierzchnię ziemi tworząc na północy mniejsze stożki np. Lassen Peak. Tenże wulkan wybuchł w maju 1915 roku, wyrzucając z siebie duże ilości materiału piroklastycznego i popiołu, a lawa zalała pas lasu o długości 5 kilometrów. Wulkan wciąż wykazuje aktywność – na terenie parku występują pola siarkowe, kociołki błotne.
Przez zachodnią część parku została poprowadzona droga Highway 89 – jedyna utwardzona droga w parku. Okrąża Lassen Peak od strony wschodniej. Wzdłuż drogi znajdują się kempingi, miejsca piknikowe i punkty informacji turystycznej. W części wschodniej jest ich znacznie mniej.